# ایران تریبونال
ایران تریبونال (به انگلیسی: Iran Tribunal)، یک دادگاه مردمی بین‌المللی است که با کوشش گروهی از خانواده‌های جان سپردگان، بخشی از زندانیان سیاسی جان به در برده از کشتارهای دهه ۱۳۶۰، فعالان سیاسی، فعالان کارگری، مبارزان برابری خواه حقوق زنان، و فعالان عرصه هنر، ادبیات، حقوق، کودکان، دیگر زمینه‌های مبارزاتی، از پاییز ۱۳۸۶ کار خود را آغاز کرد. ایران تریبونال، با حمایت گسترده ایرانیان در داخل و خارج کشور، به ویژه خانواده‌های جان سپردگان، موفق شد جمهوری اسلامی را در دو مرحله (لندن و لاهه) به ارتکاب جنایت علیه بشریت محکوم کند.

## شکل‌گیری
آخر شهریور ۱۳۸۶ برابر با سپتامبر ۲۰۰۷، جمعی از اعضای خانواده‌های جان سپردگان دهه شصت و زندانیان سیاسی جان به در برده از کشتار زندانیان سیاسی در این دهه، که در اردویی تابستانی در یکی از جزایر اطراف شهر استکهلم شرکت کرده بودند، کارزاری را برای رسیدگی به کشتار زندانیان سیاسی در دهه شصت، با یاری و همراهی فعالان عرصه‌های سیاسی و اجتماعی آغاز کردند. به دنبال این مباحثات، جمع از میان خود کمیسیونی متشکل از شش نفر را مسئول تحقیق و کارشناسی در این زمینه کرد. این کمیسیون کار خود را با همکاری یدالله بیگلری، حقوقدان سرشناس کُرد و از فعالان چپ کرد در استکهلم آغاز کرد و هیئت سه نفره‌ای متشکل از وی، بابک عماد و کلاس فورشبری (Cleas Forsberg) حقوقدان سرشناس سوئدی و دبیر حقوقدانان بدون مرز سوئد که از وی برای همکاری دعوت شده بود، تشکیل شد. این هیئت، طی چندین دیدار و تماس تلفنی به‌طور جمعی یا جدا جدا، موارد حقوقی و ابزارهایی را که کارزار می‌توانست برای رسیدگی به اعدام‌های دهه شصت مورد استفاده قرار دهد، مورد بحث و گفتگو قرار دادند. در ادامه تحقیقات خانم اولریکا بوری (Ulrik Borg)، یکی دیگر از اعضای حقوقدانان بدون مرز سوئد به هیئت کارشناسی پیوست. این هیئت نتایج کار و تحقیقات خود را بعد از شش ماه در جلسه‌ای به جمع کارزار ارائه داد. بر پایه تحقیقاتی که هیئت انجام داد، هیچ نهاد حقوقی رسمی محلی و بین‌المللی حاضر به طرح دعوی علیه جمهوری اسلامی نبود و اعلام کرد، تنها راه برای رسیدگی به کشتار زندانیان سیاسی در دهه شصت، تشکیل یک تریبونال بین‌المللی است. کلاس، معتقد بود اگر کارزار بخواهد دادگاهی از این دست با موفقیت برگزار کند، پیش از هر اقدام دیگری باید یک تیم حقوقی بین‌المللی متشکل از حقوقدانان سرشناس جهانی تشکیل دهد.
حقوقدانان بدون مرز سوئد، تجارب ارزشمند حقوقی به کمیسیون دادند. آنها، در یک مورد از فعالیت‌های بین اللملی خود، از دادگاه راسل برای تشکیل یک تریبونال برای محاکمه دولت سوئد به جرم نقض قوانین پناهندگی ایده گرفته بودند، اما با قانونمندی‌های کاملاً متفاوت و متناسب با موضوع کار دادرسی‌شان. از این رو، پیشنهاد برگزاری یک تریبونال را به کمیسیون دادند.
کارزار، بعد از یک سال بحث و بررسی و تحقیق در زمینه دادگاه‌های غیردولتی، تصمیم گرفت با دادگاه راسل تماس بگیرد. یک تیم دو نفره، به سرپرستی بابک عماد، موفق شد در اکتبر سال ۲۰۰۸ با دادگاه راسل تماس بگیرد. بعد از دو نشست و سه ماه رایزنی با مسئولان دادگاه راسل در رم و لندن و قول و قرارهای اولیه، مسئولان این دادگاه به رأی برابر برای تشکیل دادگاهی در رابطه با کشتار زندانیان سیاسی در دهه شصت در ایران نرسیدند. بعد از بی‌نتیجه ماندن تلاش کارزار برای فعال کردن دادگاه راسل برای رسیدگی به کشتار زندانیان سیاسی در ایران، کارزار تصمیم گرفت خود رأساً دادگاهی با ایده دادگاه راسل برگزار کند. مسلم بود، خصوصیت و موضوع کار دادگاه رسیدگی به کشتار زندانیان سیاسی در ایران با دادگاه راسل تفاوت می‌کرد و لازم بود دادگاهی برگزار شود که با موضوع جنایت انجام گرفته در دهه شصت متناسب باشد. به همین دلیل نیز ابتدا می‌باید نامی برای این پروژه انتخاب می‌شد، که بعد از پیشنهادها و مباحث زیادی، مجمع عمومی کارزار نام «کارزار ایران تریبونال» را از میان اسامی پیشنهادی انتخاب کرد و دهه شصت به عنوان خونین‌ترین دهه در دوران حکومت جمهوری اسلامی، به «دهه خونین» نامگذاری شد.
کارزار می‌باید، قانونمندی‌های دادگاه را بر طبق معیارهای حقوقی موجود در جهان، مشخص می‌کرد. برای این کار ابتدا باید مشخص می‌کرد که مبنای حقوقی کشتار زندانیان سیاسی در ایران شامل کدام یکی از قوانین حقوقی می‌شود. بررسی‌های کارشناسانه در این باره، مباحث در کارزار را حول دو مشخصه حقوقی نسل‌کشی و جنایت علیه بشریت شکل داد. نتیجه مباحثات این شد که کشتار زندانیان سیاسی در دهه شصت مصداق جنایت علیه بشریت محسوب می‌شود. حقوقدانان اصرار داشتند که تنها کشتار تابستان ۶۷ مطابق با قوانین حقوقی موجود جنایت علیه بشریت محسوب می‌شود. اما کارزار معتقد بود که جمهوری اسلامی زندانیان سیاسی را از تابستان ۱۳۶۰ با اعدام‌های گسترده و دسته جمعی، بدون محاکمه و دادرسی عادلانه، بدون آنکه حق دفاع و وکیل به قربانیانش بدهد، با اعمال شکنجه‌های وحشیانه در ابعاد وسیع جغرافیایی و سیاسی در زندان‌های سراسر ایران به قتل رساند. در واقع، کشتار زندانیان سیاسی در تابستان ۶۷ نقطه اوج اعدام‌های گسترده و دسته‌جمعی دهه شصت است. بعد از یک دوره طولانی بحث و گفتگو، حقوقدانان پذیرفتند که کشتار زندانیان سیاسی از سال ۱۳۶۰ آغاز و در سال ۱۳۶۷ مراحل تکمیلی خود را گذراند و مبانی حقوقی دادگاه ایران تریبونال را حول این محور سازماندهی کردند.

## شکل فعالیت و کارگروه‌ها
کارزار ایران تریبونال به منظور پیش برد فعالیت‌های سراسری خود، گروه‌های کار زیر را تأسیس کرد:
- مجمع عمومی، گروه کار هیئت هماهنگی، گروه کار سخنگویان، گروه کار تبلیغات، گروه کار مالی، گروه کار تدارکات، گروه کار نگارش، انتشارات و جمع‌آوری اسناد، گروه کار چند رسانه‌ای، گروه کار شبکه‌های اجتماعی فیس بوک و تویتر، گروه کار حسابرسی و بانکداری، گروه کار سایت، گروه‌های کار شهری، گروه‌های کار کشوری، گروه کار کمیته بین‌المللی راهبردی حقوقی ایران تریبونال، گروه کار بین‌الملل، کمیته اجرایی (نهاد همکار کمیته راهبردی)، کمیسیون حقیقت‌یاب، تیم حقوقی (مدیریت دادگاه و مسئولیت تهیه و تنظیم اوراق و اسناد حقوقی مرحله دوم دادگاه)، گروه کار دادستانی، دادگاه ایران تریبونال
- کمیسیون حقیقت یاب: اریک دیوید (متخصص حقوق جنایی بین‌المللی- بلژیک)، ماریا لوئیز اسمال (نویسنده و فعال ضدآپارتاید- آفریقای جنوبی)، دانیل تورپ (متخصص حقوق- کانادا)، آنه بورلی (محقق حقوق بشر- نیوزیلند)، موریس کوپیتورن (متخصص حقوق بین‌الملل)، ویلیام شباس (متخصص حقوق جنایی و حقوق بشر- ایرلند)[۲]
- تیم حقوقی (کمیسیون حقیقت یاب): حمید صبی، ایلون اسلان لوی (دانشجوی حقوق)، نفیسه حسین (دانشجوی حقوق) [نیازمند منبع]
- دادگاه ایران تریبونال: یوهان کرینگلر (قاضی سرشناس آفریقای جنوبی)، مایکل منسفیلد (متخصص حقوق- انگلستان)، مارگارت راتنر کنستلر (وکیل برجسته آمریکایی)، پاتریشیا سلرز (متخصص حقوق جنایی بین‌المللی- آمریکا)، جان دوگارد (متخصص حقوق بین‌الملل- آفریقای جنوبی)، ماکائو موتوا (متخصص حقوق بین‌الملل و حقوق بشر- کنیا)[۳]
- تیم دادستانی: پیام اخوان (متخصص حقوق بین‌الملل)، نانسی هورماشیا (دکتر حقوق)، مژده شهریاری (وکیل)، جان کوپر (متخصص حقوق جنایی)، کاوه شهروز (وکیل)، سرجفری نایس (متخصص حقوق)، گیسو نیا (وکیل)[۴]
- تیم حقوقی (دادگاه ایران تریبونال): حمید صبی، سارا خان (فارغ‌التحصیل حقوق)، پردیس شفافی (دکتر علوم بین‌الملل)، مارال شفافی (دانشجوی حقوق)
- کمیته راهبردی حقوقی: حمید صبی، جفری نایس، پیام اخوان، هدایت الله متین دفتری، نانسی هورمیشا، ریچارد فالک، کادر اسمال،اریک دیوید، جان کوپر [۵]

به این مجموعه باید حامیان و همگامان کارزار ایران تریبونال در تورنتو و کالیفرنیا را اضافه کرد که به صورت خودجوش با تشکیل دو شبکه اجتماعی، اقدام به جمع‌آوری کمک مالی مردمی برای برگزاری مرحله دوم دادگاه کردند. 

## نتیجه دادگاه
بر طبق قوانین بین‌المللی تنها افراد و نه حکومت‌ها به جرم جنایت علیه بشریت محکوم شده‌اند.  به همین دلیل، صدور حکم جنایت علیه بشریت علیه یک حکومت، یک دستاورد برای دادگاه مردمی ایران تریبونال، برای مردم ایران و جهان و یک تحول کیفی در عرف حقوق بین‌المللی است، که بی‌گمان در آینده در مقیاس حقوقی بین‌المللی و محلی به آن استناد خواهد شد. حکم دادگاه ایران تریبونال، مشتمل بر ۵۱ صفحه و ۱۷۰ ماده است که در آن حکومت جمهوری اسلامی ایران به نسل‌کشی و جنایات علیه بشریت محکوم گردیده‌است.